# هریس (کارولینای شمالی)
هریس (به انگلیسی: Harris) یک منطقهٔ مسکونی در ایالات متحده آمریکا است که در کارولینای شمالی واقع شده‌است. هریس ۲۴۱٫۱ متر بالاتر از سطح دریا واقع شده‌است.